# 草井氏
草井氏（くさいうじ、くさいし）は、日本の氏族の一つ。桓武平氏良文流土肥氏の庶流で、鎌倉幕府に仕えた土肥実平の孫である小早川景平の子、小早川季平（新庄小早川氏）の後裔（こうえい）で、竹原小早川氏の庶子家の一つである。

## 出自
桓武平氏良文流土肥氏の流れをくむ土肥実平の子・遠平が安芸国沼田荘（現広島県三原市）地頭職に補任され、養子・景平がこれを継ぎ小早川氏を称した。小早川茂平の弟小早川季平の子、小早川季泰が現在の広島県三原市大和町上草井を領して草井氏を称したのが始まりである。さらにその娘、千代鶴が竹原小早川家初代当主小早川政景の正室になったのをきっかけに草井氏は竹原小早川氏の庶子となり竹原小早川家の一翼を担うことになる。竹原小早川氏第11代当主・弘景が嫡子・弘平へ宛てた置文の中でも、『越中(草井氏の一人で竹原小早川家の筆頭格の老臣であり、官位は越中守)、小梨子、草井氏は一家一族で別分の所領をもつ庶子家であるから、これらの家とは決して仲たがいをせず、よくよく目をかけること。』『包久もまた一家一族であり、越中などに仕え小梨子より各上である。』と述べられている。また、後に竹原小早川家14代当主小早川隆景に仕えることになり、その子孫は長州藩、広島藩、足守藩にそれぞれ仕えることになる。

## 鎌倉時代から安土桃山時代
寛元3年(1245年)1月17日、小早川季平(新庄小早川氏)は景平より安芸国沼田新庄内、草井黒谷、吉名浦、および相模北成田藤大作屋敷田10丁のうち1丁を譲り受け、現在の広島県三原市大和町上草井に城を築いた。これが草井氏の始まりである。その後は、竹原小早川氏の庶子家として江戸時代まで活躍した。応仁の乱において応仁2年(1468年)に草井飛弾守、三河守、和泉守は小早川備後守に従い出陣。文明12年(1480年)、草井蔵人は室町幕府第11代将軍足利義澄から上納金を受ける。草井和泉守と草井小二郎は文明15年(1483年)備前福岡合戦に出陣した。そして天文14年(1545年)、小早川隆景が竹原小早川家の当主になってからはこれに仕え、弘治元年(1555年)草井藤七は厳島の戦いにおいて隆景をかばい、討死した。この事件後、草井氏一族は隆景の恩を受け、重臣として重用される。永禄11年(1568年)には草井式部少輔は隆景に従い多々良浜の戦いで筑前に出陣している。

## 江戸時代以降
草井一族は小早川隆景の死後もしくは小早川秀秋死後、秀秋の親類にあたる木下家（足守藩）や毛利家（長州藩）、乃美氏の家臣になった者、三原市に隠棲（いんせい）した者がいた。

## 記念碑
昭和51年（1976年）3月21日、広島県三原市大和町上草井に「中世武士団草井氏発祥之地」（大和町文化財保護委員宗本正記　<地元有志>磯松和一・太田静一・道前登一・小銭岡雲平・松田源　<末裔>草井憲三・小早川（草井）寛）という記念碑が建てられている。記念碑の一部には『岡山市在住の草井憲三、小早川（草井）寛の両氏と地元会員により、この地一帯に散存している五輪塔は皆、草井一族の歴史であることが解明された。この史跡の伝承、地区の発展、草井一族の慰霊のために有志の協力のもと建立する』との旨が記されている。